# Dicranomyia evanescens
Dicranomyia evanescens är en tvåvingeart som först beskrevs av Alexander 1936.  Dicranomyia evanescens ingår i släktet Dicranomyia och familjen småharkrankar. Inga underarter finns listade i Catalogue of Life.